# العرتوب (وشحة)

تعديل مصدري - تعديل

العرتوب هي إحدى قرى عزلة بني هني بمديرية وشحة التابعة لمحافظة حجة، بلغ تعداد سكانها 400 نسمة حسب تعداد اليمن لعام 2004.